# تاریخ مسیحیت اولیه

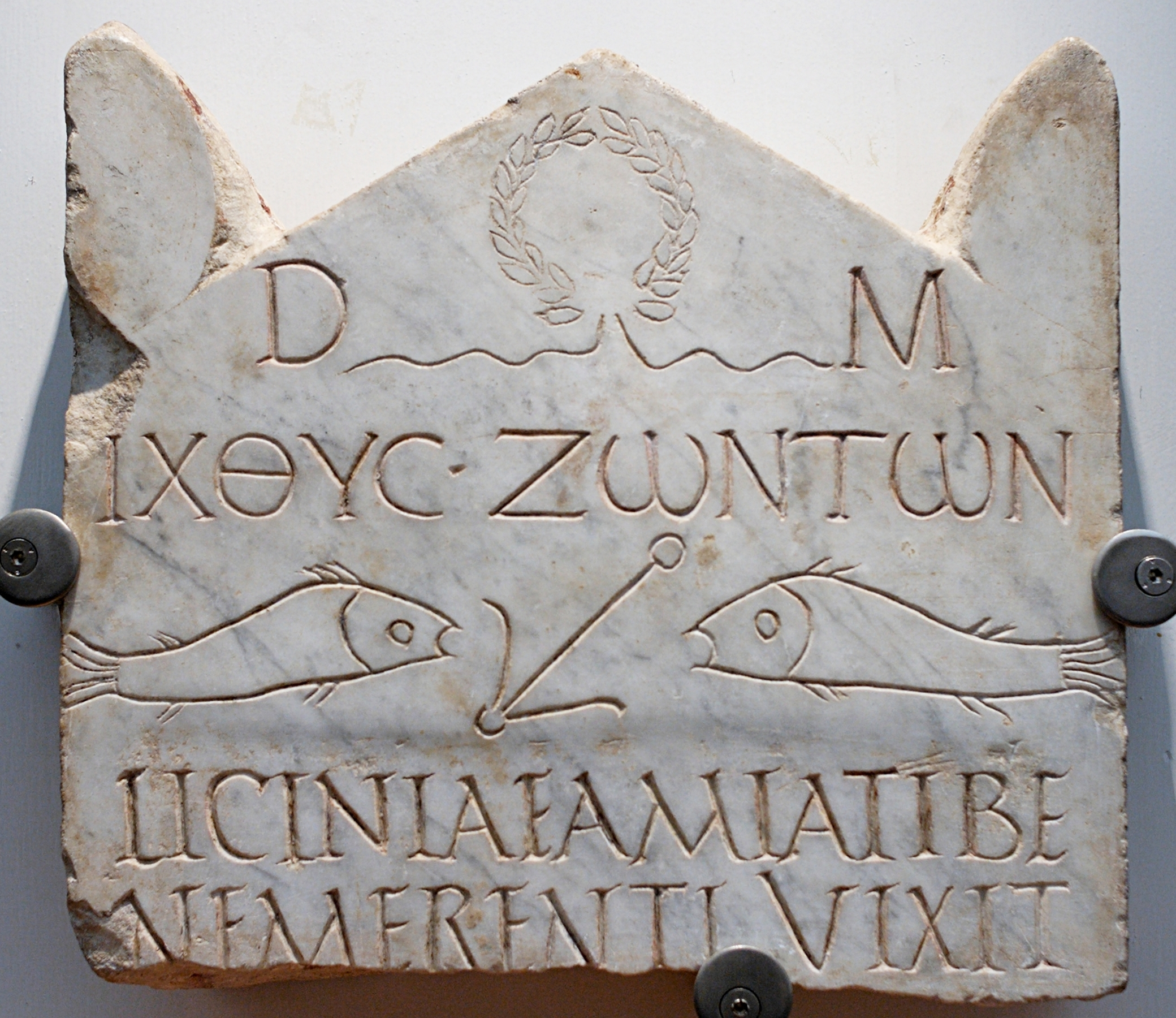
تاریخ مسیحیت اولیه

تاریخ مسیحیت اولیه (انگلیسی: History of early Christianity) مسیحیت اولیه (تا شورای نخست نیقیه در سال ۳۲۵) گسترش از شام، در سراسر امپراتوری روم، و فراتر از آن را در بر می‌گیرد.